# Ренксе, Йонас
Йонас Ренксе (род. 19 мая 1975, Стокгольм, Швеция) — основатель и лидер-вокалист группы Katatonia. Кроме того, исполнял партии ударных в Katatonia вплоть до 1998 года, когда вышел альбом Discouraged Ones. В процессе студийной записи альбомов часто исполняет партии других инструментов (например, на альбоме 2006 года The Great Cold Distance исполнил несколько гитарных и клавишных партий). В начале карьеры выступал под псевдонимами Lord Seth и Lord J. Renkse.
Входил в состав дум-группы October Tide, а также в настоящее время является басистом дэт-формации Bloodbath.
Стиль пения Ренксе варьируется от гроула (преимущественно в начале карьеры) до чистого вокала, который можно услышать на последних альбомах Katatonia.
Лирика Ренксе — о темных сторонах человеческой жизни, в ней часто затрагиваются темы одиночества, изоляции от общества и неприятия правил поведения в нём.

## Персональная дискография

### October Tide
- Rain Without End (1997)
- Grey Dawn (1999)

### Bloodbath
- Breeding Death (2000)
- Resurrection Through Carnage (2002)
- Nightmares Made Flesh (2004)
- Unblessing the Purity (2008)
- The Fathomless Mastery (2008)
- Grand Morbid Funeral (2014)
- The Arrow of Satan Is Drawn (2018)
- Survival of the Sickest (2022)

### Bruce Soord with Jonas Renkse
- Wisdom of Crowds (2013)[1]

### KORDA
- Sialia/Chrome Eyes (2022, Сингл)
- Lucent (2022, Сингл)
- Chaser (2022, Сингл)

### Лирика
- К песне "Losing Myself" группы Edge of Sanity из альбома Infernal (1997)

### Продюсер
- Сингл/Бонус-трек "Still Day Beneath the Sun" (2002) к альбому Blackwater Park группы Opeth

### Приглашённый вокалист
- Swallow the Sun - вокал в песне "The Justice of Suffering" из альбома Hope (2007)
- Ayreon - вокальные партии к альбому 01011001 (2008)
- Long Distance Calling - вокал в песне "Nearing Grave" из альбома Avoid the Light (2009)
- Pantheon I - вокал в песне "Ascending" из альбома Worlds I Create (2009)
- Ayreon - вокал на концертном туре и в альбоме Ayreon Universe – The Best of Ayreon Live (2017)
- Off The Cross - вокал в "The Silence" из альбома ERA (EP) (2018)
- The Ocean - вокал в "Devonian: Nascent" из альбома Phanerozoic I: Palaeozoic (2018)
- The Ocean - вокал в "Jurassic / Cretaceous" из альбома Phanerozoic II: Mesozoic & Cenozoic (2020)
- Ayreon - вокал на концертном альбоме 01011001 – Live Beneath the Waves (2024)

## Инструменты

### Вокал
- Shure Beta 87a (Микрофон)
- TC-Helicon Voicelive2 (Vocal Processor)

### Гитары
- Ibanez 1975 Cherry (электро)
- Session Acoustic Steel Six-strings (акустическая)

### Бас-гитары
- Morgan Legend Series Jazz (black)
- Ibanez EDB405
- Mayones Jabba-5

### Другое
- Sennheiser G2 (In-Ear Monitor System)